# Nereidania
Nereidania là một chi bướm đêm thuộc họ Geometridae.